# بلونهم (بيدفوردشير)
بلونهم (بالإنجليزية: Blunham)‏ هي قرية وأبرشية مدنية تقع في المملكة المتحدة في إنجلترا. يقدر عدد سكانها بـ 926 نسمة .